# Ultimate L.A. Guns
Ultimate L.A. Guns és un àlbum d'èxits de L.A. Guns, un greup de hard rock de Los Angeles, Califòrnia nascut a la dècada dels 80.

## Cançons
1. "Slap In The Face"
2. "Sex Action"
3. "Ritual"
4. "Electric Gypsy"
5. "Ballad Of Jayne"
6. "Nothing Better To Do" (en directe)
7. "Over The Edge" (en directe)
8. "One More Reason" (en directe)
9. "Time"
10. "Long Time Dead" (en directe)
11. "Never Enough"
12. "Face Down" (en directe)
13. "Bitch Is Back" (en directe)
14. "My Michelle"
15. "Kiss My Love Goodbye" (en directe)
16. "Letting Go"
17. "Disbelief"
18. "Wheels Of Fire"
19. "Give A Little"
20. "Rip N Tear"